# Jekaterina Anatoljewna Schpiza

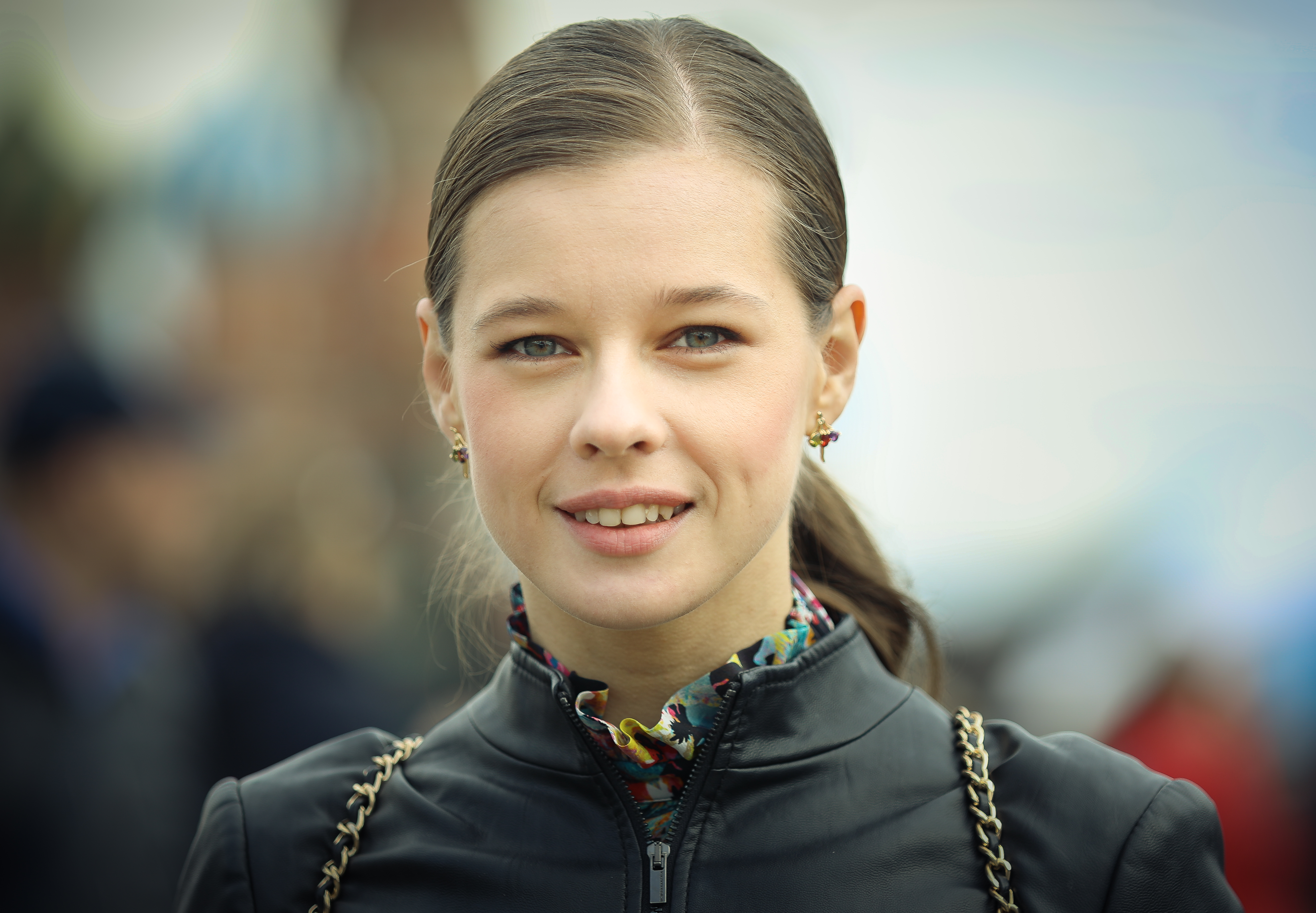
Jekaterina Anatoljewna Schpiza (2017)

Jekaterina Anatoljewna Schpiza (russisch Екатерина Анатольевна Шпица, wiss. Transliteration Ekaterina Anatol'evna Špica; * 29. Oktober 1985 in Perm, Wolga, RSFSR, Sowjetunion) ist eine russische Schauspielerin.

## Leben
Schpizas Eltern sind die Anwältin Galina Fjodorowna Karpowskaja und Anatoli Wassiljewitsch Schpiza. Bis zu ihrem 13. Lebensjahr wohnte die Familie in Inta in der Republik Komi. Ab 1998 besuchte sie das KOD-Theaterstudio in Perm. Sie studierte an der juristischen Fakultät der Staatlichen Universität Perm. Ab ihrem 15. Lebensjahr arbeitete sie am Perm Chamber Theatre New Drama unter der Leitung von M. A. Olenewa. Von 2010 bis 2015 war sie mit dem Stuntman und Schauspieler Konstantin Adaew verheiratet. Das Paar hat einen gemeinsamen Sohn.
Mitte der 2000er Jahre begann sie erste Rollen in Fernsehserien zu übernehmen. Später folgten Besetzungen in Spielfilmen. 2013 übernahm sie eine Rolle in Metro – Im Netz des Todes, 2016 hatte sie eine Rolle in Final Take-Off – Einsame Entscheidung.

## Filmografie (Auswahl)
- 2007: Puteytsy (Путейцы) (Fernsehserie, Episode 1x03)
- 2009: Katya (Катя: Военная история) (Fernsehserie)
- 2011: Dove (Golubka/Голубка) (Fernsehserie, 16 Episoden)
- 2011: Brothel Lights (Ogni pritona/Огни притона)
- 2011: Laughter in the Dark (Smekh v temnote/Смех в темноте) (Kurzfilm)
- 2012: Alien Persona (Chuzhoe litso/Чужoе лицo) (Fernsehserie, 2 Episoden)
- 2013: Angel v serdtse (Ангел в сердце) (Mini-Serie, 3 Episoden)
- 2013: Metro – Im Netz des Todes (Metro/Метро)
- 2014: Podarok s kharakterom (Подарок с характером)
- 2014: Kuprin. Yama (Куприн. Яма) (Mini-Serie, 5 Episoden)
- 2014: The Iron Ivan (Poddubnyy/Поддубный)
- 2014: Vesyolye rebyata;) (Веселые ребята;))
- 2014: Yolki 1914 (Царские елки)
- 2015: The Young Guard (Molodaya gvardiya/Молодая гвардия) (Fernsehserie, 12 Episoden)
- 2016: Betting on Love (Stavka na lyubov/Ставка на любовь)
- 2016: Friday (Pyatnitsa/Пятница)
- 2016: Final Take-Off – Einsame Entscheidung (Ekipazh/Экипаж)
- 2016: Breakfast at Dad’s (Zavtrak u papy/Завтрак у папы)
- 2016: Sinbad: Pirates of the Seven Storms (Sindbad. Piraty semi shtormov/Синдбад. Пираты семи штормов) (Zeichentrickfilm, Sprechrolle)
- 2016: Tannenbäume 5 (Yolki 5/Ёлки 5)
- 2017: What Nobody Can See (Tas, ko vini neredz/То, что никто не видит)
- 2017: Grafomafiya (Графомафия)
- 2018: The Crimean Bridge. Made with Love! (Krymskiy most. Sdelano s lyubovyu!/Крымский мост. Сделано с любовью!)
- 2018: The Yellow Eye of the Tiger (Zhyoltyy glaz tigra/Жёлтый глаз тигра) (Fernsehserie)
- 2019: Young-blooded Vine (Molodoe vino/Абрикосовый рай)
- 2019: Old Fogies (Staraya gvardiya) (Mini-Serie)
- 2019: #Kids (#Детки)
- 2019: Polyarnyy (Полярный) (Mini-Serie, 14 Episoden)
- 2020: Old Fogies – 2. Good-bye Party (Staraya gvardiya – 2. Proshchalnaya vecherinka/Старая гвардия. Прощальная вечеринка)
- 2020: Old Fogies – 3. Trace of Fire (Staraya gvardiya – 3. Ognenny sled/Старая гвардия. Огненный след)
- 2020: Bolshaya vosmerka (Большая восьмерка) (Kurzfilm)
- 2020: Kazanova (Fernsehserie, 7 Episoden)
- 2021: Den Goroda
- 2021: Topi (Топи) (Fernsehserie)